# سالم النجدي
سالم النجدي، هو لاعب كرة قدم سعودي يلعب كظهير أيسر لنادي النصر  . سالم النجدي يلعب في المنتخب السعودي و في مستوى عالي. لعب مع الكبار اللاعبين مثل كريستيانو رونالدو. سالم النجدي بدأ الابتدائي في ابتدائي محمد بن فهد، ثم تخرج منه في بداية دراسته كان معه صديق صادق و يساعده فالتدريبات و كذلك يلعب معه. كان اسمه سعد بن وسيم البنيان. و في مراحل المتوسطة والثانوية مستواه انرفع بشكل غير طبيعي و الآن هو من أحسن لاعبين فالسعودية. كان يلعب في نادي الفتح الحساوي، ثم ذهب إلى نادي النصر.

## روابط خارجية
- سالم النجدي على موقع قاعدة بيانات كرة القدم.إي يو (الإنجليزية)
- سالم النجدي على موقع Soccerway.com (الإنجليزية)